# 八木大介
八木 大介（やぎ だいすけ、1926年8月9日 - 2012年4月20日）は、日本の作家、政治家。参議院議員（1期）。本名は木本 平八郎（きもと へいはちろう）。

## 来歴
大阪府枚方市出身。1951年、京都大学経済学部を卒業し、協和交易（後の三菱商事）へ入社。コロンビア三菱商事副支配人や機械総括部次長などを務める。1981年3月に『青年重役』が日本経済新聞の懸賞経済小説に当選し、著述業にも手を広げた。
1983年5月1日、定年まで1年半を残して退社。翌月の第13回参議院議員通常選挙に家族の反対を押し切って立候補し、サラリーマン新党から比例区で当選を果たす。この時、数年の間に大きく境遇が変化したことを「経済学部から文学部に移って、今度は法学部に来てしまったようなもの」と喩えた。しかし、党の運営方法などに不満を募らせたことから、同党代表の青木茂へ離党届を提出し、1987年1月10日の評議員会で承認された。ただし、「サラリーマン新党・参議院の会」という院内会派に所属し、税金問題での共闘関係は維持した。その後は実年クラブ代表として活動を続ける。
1989年1月17日、神奈川県庁で記者会見を開き、同年夏の第15回参議院議員通常選挙に神奈川県選挙区から無所属で出馬することを表明。この選挙において、日本に形成された5300兆円の資産から年間370兆円の利得が発生すると指摘し、この5300兆円の資産に1%課税して得られる税収53兆円を消費税税収相当額6兆円、所得税税収相当額10兆円、年金倍増相当額13兆円に充当することで日本が生活大国に前進でき、国民生活にゆとりを作り出せると訴えた。しかし、結果として13名中6位に留まり、繰り上げ当選の資格も得られなかった。
2012年4月20日、心不全のため死去した。満85歳没。5月18日、正五位旭日中綬章を贈られた。
本名の「平八郎」は、大阪の商人だった父親が大塩平八郎にちなんでつけたものという。また、後の町田市議会議員となる吉田勉などが秘書にいた。

## 著書
- 『青年重役』(1981/4)
- 『サラリーマン,反乱のすゝめ』(1983/12)
- 『新さらりーまん塾』講談社、1984年2月。NDLJP:12127566。
- 『エリート課長の身代金』(1984/3)
- 『ヨコ出世のすすめ』(1984/11)
- 『五年後のサラリーマン : きたるべき危機への安心プラン』実業之日本社、1985年2月。NDLJP:12127925。
- 『はい 三菱商事です_OLたしなみ読本』(1985/6)
- 『三菱商事を変革した男 藤野忠次郎』(1987/11)
- 『小説野党連合_自民党政権崩壊の日』(1988/6)
- 『八木大介のオス・メス人間学』(1989/1)
- 『核の回廊』(1996/4)